# Konská (district de Žilina)
Konská (en allemand : Rossdorf ; en hongrois : Kunfalva) est une commune de la région de Žilina, en Slovaquie.

## Histoire
La première mention écrite du village date de 1350.

## Démographie

### Évolution de la population
| Année:               | 1994. | 2004.    | 2014.    | 2024.    |
| -------------------- | ----- | -------- | -------- | -------- |
| Nombre de personnes: | 1176  | 1350     | 1505     | 1676     |
| Différence:          |       | +14,79 % | +11,48 % | +11,36 % |

| Année:               | 2023. | 2024.   |
| -------------------- | ----- | ------- |
| Nombre de personnes: | 1679  | 1676    |
| Différence:          |       | -0,17 % |